# Черазија (Потенца)
Черазија (итал. Cerasia) је насеље у Италији у округу Потенца, региону Базиликата.
Према процени из 2011. у насељу је живело 37 становника. Насеље се налази на надморској висини од 702 м.